# باکش
باکش (به مجاری: Baks) یک منطقهٔ مسکونی در مجارستان است که در ناحیه کیش‌تلک واقع شده‌است. باکش ۶۱٫۹۲ کیلومتر مربع مساحت و ۲٬۲۹۴ نفر جمعیت دارد.